# Victor Meunier
Victor Meunier, född den 2 maj 1817 i Paris, död i september 1903, var en fransk populärvetenskaplig författare. Han var far till Stanislas Meunier och Lucien Victor Meunier.
Meunier spelade en betydande roll i den vetenskapliga rörelsen omkring 1860. Han var redaktör för den vetenskapliga följetongen i La Presse till 1855, då han lämnade han sin plats till Louis Figuier för att grunda L'ami des sciences och Presse des enfants. Som framstående naturvetare publicerade han:
- Embryologie comparée
- Histoire philosophique du progrès de la zoologie générale 1840
- Grandes chasses 1867
- Grandes pêches 1867
- Les Animaux d'autrefois 1869
- Les Singes domestiques 1886